# Catone in Utica (Metastasio)
Catone in Utica è un libretto d'opera seria di Pietro Metastasio, rappresentato per la prima volta nel carnevale del 1728 con la musica di Leonardo Vinci.
Composto nel periodo romano, è tra i pochi melodrammi metastasiani a concludersi con la morte del protagonista. Catone compare addirittura sulla scena in fin di vita, espediente talvolta evitato anche dalle tragedie in prosa e foriero di scalpore e scandalo al tempo della rappresentazione al Teatro delle Dame. Metastasio scrisse allora un finale alternativo in cui la morte di Catone veniva solo raccontata da Marzia, ma volle dare comunque alle stampe entrambe le versioni.
Il Catone in Utica, più volte musicato nel corso del Settecento, fu messo in scena sul finire del secolo con intenti patriottici; durante la Repubblica Napoletana venne rappresentato assieme alle tragedie alfieriane, e sempre nel 1799 il pubblico romano del Teatro Argentina vi ravvisò con entusiasmo un significato libertario.

## Trama

### Atto primo
A Utica, ultimo baluardo della libertà repubblicana, Catone si è raccolto con i pochi uomini che gli sono rimasti. Benché Cesare voglia parlargli, dispera che possa abbandonare la sua posizione ormai prodromica alla nascita di un impero. Manifesta le sue preoccupazioni all'amico principe numida Arbace e alla figlia Marzia; in questo contesto Arbace chiede con successo a Catone la mano di Marzia, così da condividere più da vicino la causa romana di Catone e sposare la donna amata.
Rimasta sola con Arbace, Marzia gli chiede di ritardare il matrimonio di un giorno. È infatti segretamente innamorata di Cesare, il quale nel frattempo incontra Catone, impetrando un'amicizia che questi reputa inaccettabile. Emilia, vedova di Pompeo, domanda a Fulvio, suo spasimante e vecchio compagno di Pompeo - ora divenuto fido alleato di Cesare -, di uccidere il dittatore, ritenuto responsabile della morte del marito.
Dopo un breve incontro tra Cesare e Marzia, in cui il condottiero si dimostra pronto ad anteporre l'ammirazione per Catone al loro amore, l'Uticense preme affinché si celebrino le nozze. Arbace riesce a differirle adducendo improbabili pretesti.

### Atto secondo
Fulvio reca a Catone un foglio in cui il senato, a nome anche del popolo romano, gli intima di accettare la pace con Cesare; Catone però rifiuta sdegnosamente. Convinto infine dagli Uticensi a parlare con il nemico, stabilisce che la pace si farà solo se Cesare rinuncerà al potere e si farà incarcerare.
Il condottiero abbandona allora i propositi di pace mentre Marzia, ormai messa alle strette da Arbace ed Emilia - la quale ha intuito la verità -, confessa verso chi si rivolge il proprio amore. Catone intende ripudiarla, Arbace è combattuto tra rabbia e amore, Emilia preme affinché l'affronto sia punito.

### Atto terzo
Cesare si dirige verso il campo di battaglia, ma Fulvio lo avverte di un agguato che Emilia prepara nei suoi confronti e lo convince a percorrere una via segreta. In seguito Cesare incontra Marzia, la quale lo prega di non seguirla e pensare a sé, mentre lei raggiungerà il fratello al porto per fuggire. Subito dopo manda Arbace da lei affinché ne assicuri la salvezza.
Quando però intraprende il cammino suggerito, Cesare non trova via d'uscita; in compenso si palesa Emilia con un seguito di uomini armati. Ingannato Fulvio con false rivelazioni, l'ha indotto a condurre Cesare in trappola. Anche Marzia esce allo scoperto, poi arriva Catone. La trama di Emilia viene così vanificata e Fulvio, giunto con altri uomini, annuncia che l'esercito di Cesare si è impadronito di Utica.
Conscio che non si sono più speranze, Catone si trafigge con la spada. La figlia implora il suo perdono, accordato solo dopo che la fanciulla ha giurato eterna fede ad Arbace ed eterno sdegno a Cesare. Morente, Catone predice a Cesare la sua morte violenta, mentre questi si dispera della morte di un eroe verso il quale nutre ammirazione, e getta il lauro.

## Messe in musica
Dopo la rappresentazione del Vinci l'opera fu messa in musica da molti altri compositori, di cui si fornisce un elenco:
- Leonardo Leo (Venezia, 1729)
- Johann Adolf Hasse (Torino, 1732)
- Giovanni Maria Marchi (Milano, 1733)
- Pietro Torri (Monaco di Baviera, 1736)
- Geminiano Giacomelli (Vienna, 1736?)
- Catone in Utica di Antonio Vivaldi (Verona, 1737)
- Egidio Romualdo Duni (Firenze, 1739)
- Rinaldo di Capua (Lisbona, 1740)
- Giovanni Verocai (Brunswick, 1743)
- Carl Heinrich Graun (Berlino, 1744)
- Gaetano Latilla (Roma, 1747)
- Nicola Jommelli (Vienna, 1749)
- Giovanni Battista Ferrandini (Monaco di Baviera, 1753)
- Francesco Poncini (Parma, 1755)
- Vincenzo Legrenzio Ciampi (Venezia, 1756)
- Florian Leopold Gassmann (Venezia, 1761)
- Catone in Utica di Johann Christian Bach (Napoli, 1761)
- Gian Francesco de Majo (Torino, 1763)
- Catone in Utica di Nicola Piccinni (Napoli, 1770)
- Bernardo Ottani (Napoli, 1777)
- Francesco Antonelli (Napoli, 1784)
- Gaetano Andreozzi (Cremona, 1786)
- Giovanni Paisiello (Napoli, 1789)
- Peter Winter (Venezia, 1791)